# Damastes atrignathus
Damastes atrignathus là một loài nhện trong họ Sparassidae.
Loài này thuộc chi Damastes. Damastes atrignathus được Embrik Strand miêu tả năm 1908.